# Центр американского английского
Центр американского английского был одним из наиболее известных спамеров в России в 2002—2003 годах. Как следует из её названия, компания была центром обучения английскому языку. Компания вела свою деятельность в Москве.
Компания ежедневно рассылала огромное количество спама российским пользователям Интернета с телефонными номерами своего центра. Компания долгое время могла противостоять спам-фильтрам, используя такие технологии, как перестановка букв в словах, текст в виде рисунков, деформированные рисунки.
Вскоре компания стала ненавидимой очень многими пользователями Рунета. Компания иногда открывала свой сайт, но он обычно подвергался DDOS-атакам и взламывался. По форумам шёл народный юмор: «Если едешь в Москву — позвони по телефону 238-33-86 и запишись на курсы». Телефоны Центра американского английского регулярно размещались в качестве контактных в объявлениях, способных привлечь большое внимание — например, продажа автомобилей по низким ценам. 17 апреля 2003 года по инициативе Русского журнала была проведена общественная акция по борьбе с Центром, в ходе которой по телефонам центра позвонили несколько сотен человек. Также получила известность акция заместителя министра связи Андрея Короткова, который записал сообщение, призывающее Центр прекратить рассылку спама, и крупнейший российский провайдер, Golden Telecom, заставил компьютер постоянно звонить на телефонные номера Центра американского английского, проигрывая это сообщение. В Интернете был проведён литературный конкурс «Убей 'Центр Американского Английского Языка'!».
В ноябре 2003 года российский юрист Антон Серго послал официальную жалобу в антимонопольный комитет. Антимонопольный комитет не смог доказать вину Центра американского английского. В течение полугода руководитель Центра Кушнир не отзывался на письма Комитета, а затем заявил, что не рассылал никакого спама. Спам с рекламой и телефонами его Центра, заявил Кушнир, рассылают конкуренты с целью опорочить его имя и нанести ущерб бизнесу. Так закончилась попытка борьбы со спамером законными средствами.
После убийства Кушнира 24 июля 2005 года интенсивность спама, приходящего от Центра американского английского, стала постепенно снижаться.